# Westhausen (powiat Hildburghausen)
Westhausen – miejscowość i gmina w Niemczech, w kraju związkowym Turyngia w powiecie Hildburghausen, wchodzi w skład wspólnoty administracyjnej Heldburger Unterland.